# Кальдоро, Стефано
Стефано Кальдоро (итал. Stefano Caldoro) — государственный и политический деятель Италии. Член партии «Вперёд, Италия»; с 2010 по 2015 год являлся президентом Кампании.

## Биография
Родился 3 декабря 1960 года в Кампобассо, область Молизе. Окончил факультет политологии, работал журналистом. В 1985 году начал заниматься политической деятельностью: занимал должности председателя комитета городского планирования и советника в правительстве. В 1992 году был избран в Палату депутатов Италии и вошел в состав итальянской делегации в Совете Европы и Западноевропейском союзе.
В 1994 году, после роспуска Итальянской социалистической партии, присоединился к партии Полюс свобод. В 2000 году был назначен директором итальянского банка Cassa Depositi e Prestiti. В 2001 году занял должность заместителя министра образования во втором Правительстве Сильвио Берлускони. В 2005 году в третьем Правительстве Сильвио Берлускони он занял должность министра по осуществлению государственной программы. 
В 2008 году стал депутатом в правительстве Кампании от партии Народ свободы. 17 апреля 2010 года занял должность президента Кампании, а в июне 2015 года проиграл выборы и следующим президентом области стал Винченцо Де Лука.
Женат на медике Аннамарие Колао, имеет дочь школьного возраста Алессию. Стефано Кальдоро увлекается чтением книг по истории. Любит кататься на лыжах и виндсерфинге, а также иногда играет в футбол.